# 91. Luftlande-Infanterie-Division
91. Luftlande-Infanterie-Division var ett tyskt infanteriförband under andra världskriget. Efter att divisionen sattes upp som en vanlig infanteridivision konverterades den under våren 1944 till en luftlandsättningsdivision för den tänkta Operation Tanne West som aldrig blev av. Divisionen överfördes istället till Cotentinhalvön inför den väntade invasionen. Divisionen förstärktes med 6. Fallschirmjäger Regiment från 2. Fallschirmjäger-Division och Panzer-Ersatz- und Ausbildungs-Abteilung 100 som var en utbildningsbataljon utrustad med gamla franska stridsvagnar.

## Befälhavare
Divisionens befälhavare:
- Generalleutnant Bruno Ortner (10 februari 1944 - 25 april 1944)
- Generalleutnant Wilhelm Falley (25 april 1944 - 6 juni 1944)
- Generalmajor Bernhard Klosterkemper (6 juni 1944 - 10 juni 1944)
- Generalleutnant Eugen König (10 juni 1944 - 10 augusti 1944)

## Organisation
Divisionen var indelad enligt följande:
- 1057. Grenadier-Regiment
- 1058. Grenadier-Regiment
- 191. Gebirgs-Artillerie-Regiment
  - I. Abteilung
  - II. Abteilung
  - III. Abteilung
- Divisions-Füsilier-Bataillon 191  spaningsbataljon
- Flak-Kompanie 191 luftvärnskompani
- Panzerjäger-Kompanie 191 pansarvärnskompani
- Nachrichten-Abteilung 191
- Pionier-Bataillon 191
- Versorgungstruppen 191